# André Rousseau (écrivain)
Pour les articles homonymes, voir André Rousseau (homonymie) et Rousseau.
André Rousseau, né le 15 juillet 1925 à Bourges, et mort le 10 février 2018 dans la même ville,, est un journaliste et auteur français de roman policier.

## Biographie
Journaliste au Berry républicain de 1944 à 1985, il signe, dans les années 1970, deux romans policiers dans la collection Le Masque. Vingt ans plus tard, il donne un troisième roman policier, Un juré de trop (1992).
Il a également publié des mémoires et un ouvrage de criminologie qui recense les principaux faits divers survenus dans le département du Cher.

## Œuvre

### Romans policiers
- Tribunal de femmes, Paris, Librairie des Champs-Élysées, Le Masque no 1269, 1973
- Le Club des mauvaises langues, Paris, Librairie des Champs-Élysées, Le Masque no 1342, 1974
- Un juré de trop, Saint-Cyr-sur-Loire, C. Pirot, coll. La Griffe du chat, 1992

### Autres publications
- C'était hier à Bourges, Châteauroux, La Bouinotte, 2007
- Faits divers du Cher, Châteauroux, La Bouinotte, 2009

## Source
- Jacques Baudou et Jean-Jacques Schleret, Le Vrai Visage du Masque, vol. 1, Paris, Futuropolis, 1984, 476 p. (OCLC 311506692), p. 375.

1. ↑  « L'ancien journaliste au Berry républicain, André Rousseau, est mort à l'âge de 93 ans », sur www.leberry.fr, 15 février 2018
2. ↑  « matchID - Moteur de recherche des décès », sur deces.matchid.io (consulté le 7 novembre 2021)